# Charity Shield 1982
La Charity Shield 1982 fue la sexagésima edición de la FA Community Shield, un partido anual organizado por la FA que enfrenta al campeón de la First Division y al campeón de la FA Cup. El encuentro se disputó el 21 de agosto de 1982 en el Wembley Stadium de Londres entre el Liverpool, campeón de liga en la temporada 1981-82, y el Tottenham Hotspur, ganador de la FA Cup 1981-82. 

## Antecedentes
El Liverpool se clasificó al Charity Shield tras consagrarse campeón de la First Division 1981-82, donde finalizó con 87 puntos, cuatro más que el segundo clasificado, el Ipswich Town. 
Por su parte, el Tottenham Hotspur accedió al encuentro como campeón de la FA Cup 1981-82, donde venció al Queens Park Rangers en una final que requirió repetición, logrando así su segundo título consecutivo en dicha competencia.

## Participantes
| Liverpool         | Campeón de la First Division 1981-82 |
| Tottenham Hotspur | Campeón de la FA Cup 1981-82         |

## El partido
El partido se decidió con un único gol anotado por Ian Rush  en el minuto 32 del primer tiempo.  A pesar de los intentos de los Spurs por igualar, el Liverpool mantuvo el control y se llevó el título por novena vez en su historia.

#### Ficha del encuentro
| 21 de agosto de 1982, 15:00 BST | Liverpool      | 1:0     | Tottenham Hotspur | Wembley Stadium, Londres,                                    |                                                              |
|                                 | - Ian Rush 32' | Reporte |                   | Asistencia: 82 500 espectadores Árbitro(s): David Hutchinson | Asistencia: 82 500 espectadores Árbitro(s): David Hutchinson |

Campeón

Liverpool
9.º título